# Jardins da Menara

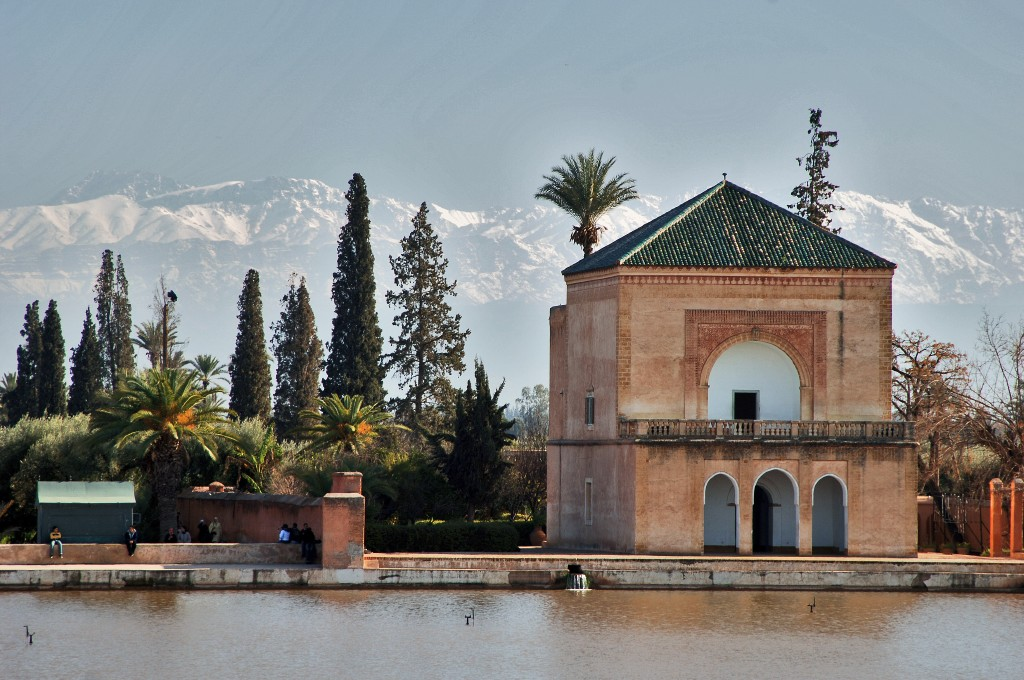
Os Jardins da Menara, com a cordilheira do Alto Atlas ao fundo

Os Jardins da Menara ou Jardim da Menara é um parque e conjunto de hortas a oeste do centro de Marraquexe, Marrocos, relativamente próximo do sopé da cordilheira do Alto Atlas. Foram construídos cerca de 1130 pelo califa almóada Abde Almumine, o fundador de Marraquexe.[carece de fontes?]
O nome menara deriva do pavilhão com telhado piramidal verde existente nos jardins (menzeh). O pavilhão foi construído no século XVI pela Saadianos, mas o aspeto atual resulta da reconstrução levada a cabo em 1866, quando o local se tornou um local de lazer dos sultões marroquinos.
O pavilhão e o lago artificial estão rodeados pomares e oliveiras. O lago artificial tem como função irrigar os jardins, hortas e pomares, usando um sofisticado sistema de canais subterrâneos chamados qanat. O lago artificial, por sua vez é abastecido com água através de um antigo sistema hidráulico, que traz água das montanhas a aproximadamente 30 quilómetros de Marraquexe.[carece de fontes?]